# Dilatris viscosa
Dilatris viscosa là một loài thực vật có hoa trong họ Huyết bì thảo. Loài này được L.f. mô tả khoa học đầu tiên năm 1782.